# The Sims
The Sims (in italiano I Sim) è un videogioco di simulazione distribuito dalla EA Games e ideato da Will Wright.
Si tratta di un simulatore (da cui il nome) di vita. Piccoli personaggi completi di tratti fisici e caratteriali diversi tra loro, nascono, vivono, si riproducono e muoiono, abitano delle case (da costruire e arredare), hanno un lavoro, guadagnano simoleon (la loro moneta) e vivono esistenze che ricordano quelle delle persone vere.
The Sims è molto importante nella storia videoludica non solo perché ha dato il via alla celebre saga, ma anche perché è stato il primo vero simulatore di vita ad avvicinarsi molto alla realtà. Con The Sims i videogiocatori hanno potuto veramente vivere una doppia vita virtuale e il tutto senza i rischi dei giochi online. Inoltre il sistema dei bisogni (caratterizzato dalle barre) è stato ripreso anche dai successivi.

## Modalità di gioco
La prima versione del gioco, The Sims, apparsa nel febbraio 2000, ha avuto numerosissime espansioni (con diversi porting su console Sony e Nintendo) e gode tuttora di grande favore e del seguito di una community molto attenta. Nella versione originale il gioco ha una grafica mista 2D e 3D e permette l'uso di una grandissima quantità di contenuti personalizzati (oggetti, skin, meshes, carte da parati, elementi architettonici ecc.). Le espansioni di The Sims hanno aggiunto oggetti, funzioni e nuovi ambienti. Nel 2002, The Sims è diventato il gioco più venduto della storia per pc, con un pubblico misto di giocatori maschi e femmine.
Il gioco è basato sul controllo dei Sim (le persone virtuali, che possono vivere da single o in famiglia) le cui attività quotidiane devono essere guidate in modo da mantenerli in buona salute, farli progredire nelle loro attività professionali, assicurare loro un'adeguata vita sociale; alcune famiglie sono già preinstallate nel gioco. Un'altra caratteristica che gode di grande popolarità è la lingua immaginaria parlata dai Sims, ovvero il Simlish, che secondo gli sviluppatori sarebbe un misto tra il tagalog e l'ucraino, con un pizzico di navajo, che Will Wright avrebbe aggiunto in omaggio al popolo che rese possibile la segretezza dei codici americani. A testimonianza di tale popolarità, successivamente, alcuni artisti famosi hanno creato versioni in Simlish delle loro canzoni, come i Depeche Mode con Suffer Well per The Sims 2.
Nel settembre 2004 è uscita la versione con grafica interamente tridimensionale, The Sims 2. Tuttavia altre versioni tridimensionali, per console, furono pubblicate ben prima.

### Statistiche dei personaggi
The Sims è stato il primo simulatore di vita umana, e ha introdotto una particolarità riproposta poi da altri giochi simili: una serie di 8 barre, che indicano i bisogni dei personaggi. La felicità (un'altra barra che viene sintetizzata anche da un'icona a forma di diamante sopra la testa del Sim) è stabilita dal valore medio di queste barre. La massima felicità si ha quando la barra è completamente verde; man mano si scende a verde chiaro, giallo, arancione e rosso. Se la felicità scende a livelli negativi (rosso) il Sim non sarà felice e non svolgerà determinate azioni impegnative, per esempio studiare, dipingere, suonare uno strumento o giocare a scacchi (che sono le azioni che permettono di aumentare il livello delle abilità), e non avrà neanche voglia di cercarsi un lavoro. Le barre, per effetto della traduzione, hanno nomi diversi da versione a versione. Qui sotto verranno elencati i nomi per PlayStation 2 e PC:
- Fame (Mangiare): che indica la sazietà del Sim. La fame è una delle cause naturali per cui un Sim può morire. Per saziarlo occorre farlo interagire con frigoriferi, barbecue o comunque tutto ciò che può permettere nella vita reale di sfamarsi.
- Igiene (Lavarsi): che indica la pulizia del Sim. Avere un valore basso comporta difficoltà nei rapporti sociali. Per soddisfare questo bisogno il Sim deve interagire con un lavandino, una vasca o una doccia. Si abbassa costantemente, ma soprattutto dopo che il Sim è andato al bagno, in caso di attività fisica e di incendio.
- Energia (Riposo): che indica la stanchezza del Sim; se arriva a zero quest'ultimo si addormenta, o in piedi o disteso (a seconda dello spazio a sua disposizione). Per soddisfare questo bisogno il Sim può riposare su di un divano, una sedia reclinabile o un letto (singolo o matrimoniale).[3]
- Relazioni (Amici): che indica i rapporti sociali del Sim. Qualsiasi interazione con altri Sim alza il livello di questa barra, mentre si abbasserà in caso di tradimenti o di litigi.
- Comfort: ai Sim piace la comodità e la sedentarietà. Questa barra si alza se il Sim è seduto o disteso oppure quando è al bagno, mentre si abbassa se il Sim svolge attività faticose, se sta a lungo in piedi, se "se la fa sotto", se non dorme comodo ecc.
- Vescica (WC): i Sim devono andare in bagno regolarmente. In particolare, la barra si abbassa dopo che il Sim ha mangiato o bevuto.
- Divertimento (Divertirsi): i Sim possono trovare divertenti attività diverse, a seconda del loro carattere: si va dalla tv, al libro, alla musica, alla pittura, ai videogiochi. Anche il genere di spettacoli più graditi varia: ad alcuni Sim piacciono i film horror, ad altri i romantici, ad altri i cartoni animati, e così via.
- Ambiente (Spazio e Ordine): una casa ben arredata e pulita (stessa cosa per il giardino) alzano questa barra; la spazzatura accumulata, il cibo ammuffito, le pozzanghere di varie sostanze, le apparecchiature guaste l'abbassano. Da notare che le dimensioni della casa, il numero di bagni e tutto ciò che riguarda l'architettura non influisce su questa barra, mentre alcuni mobili e oggetti (solitamente i più costosi) possono, quando un Sim entra nella stanza in cui sono presenti, migliorarne velocemente le condizioni.

### Carriere
I Sim hanno bisogno di lavorare per vivere. Il lavoro assicurerà loro i guadagni necessari per arredare la casa, ingrandirla, pagare le bollette, spendere soldi in vacanza o in centro. Una volta scelta una carriera (ogni giorno, il Sim può consultare le inserzioni sul giornale, dove ne troverà solo una, oppure cercare lavoro via pc e poter scegliere fra tre), dovrà andare al lavoro tutti i giorni. Ci sono carriere per tutti i gusti: alle 10 iniziali presenti nel gioco base (affari, atleta professionista, crimine, esercito, forze dell'ordine, politica, sanità, scienza, spettacolo, x-treme) se ne aggiungono altre 5 con la prima espansione Vivere alla grande (fannullone, giornalismo, hacker, musica e paranormale) e ulteriori 5 con la quinta espansione Cuccioli, che passione! (assistenza agli animali, circo, culinaria, educazione e moda).
Una macchina verrà a prelevare il Sim negli orari fissati: le assenze continue non sono permesse, pena il licenziamento (si può anche andare al lavoro un giorno si e uno no, così facendo però i guadagni ne risentiranno parecchio). Per progredire nella carriera, il Sim dovrà andare al lavoro in buone condizioni fisiche e di buon umore, dovrà acquisire le abilità che gli verranno richieste con lo studio o con le altre attività, dovrà allargare la sua cerchia di conoscenze il più possibile.

### Nascita e morte
The Sims, essendo un simulatore di vita reale, prevede la nascita (ma non la crescita, presente a partire da The Sims 2) e la morte dei Sim.
Una coppia di Sim che abbia una relazione molto affettuosa può decidere di avere un figlio. In certe circostanze, uno dei due Sim chiederà all'altro se vuole avere un bambino, e se l'altro accetta, comparirà una culla. Il neonato non è controllabile direttamente dal giocatore, ma i Sim possono effettuare azioni specifiche con lui: lo possono nutrire, cullare e possono giocare con lui. Questa interazione tra genitori e bambino è indispensabile, e deve essere costante: se il piccolo viene trascurato, infatti, sullo schermo comparirà un messaggio di avvertenza, e se si continua ancora a trascurare il bambino, arriverà subito un assistente sociale che lo porterà via. Se invece i genitori lo cureranno assiduamente, il neonato si trasformerà in un bambino, e diventerà a sua volta un nuovo Sim controllabile dal giocatore.
Anche la morte è un evento possibile nel gioco. Questa avviene solo in quattro casi: quando il Sim non mangia per molto tempo, in caso di incendio di grandi dimensioni, quando il Sim prende la scossa riparando un apparecchio elettrico oppure se si addormenta mentre nuota in piscina. La morte è rappresentata da un personaggio nero ed incappucciato, il cosiddetto "Tristo Mietitore", con il quale si può trattare nel tentativo di dare un'altra possibilità alla vittima.
Un altro caso di morte particolare può capitare se è stata installata l'espansione "Vivere alla Grande" o l'espansione "House Party": se si acquista un criceto potreste essere infettati da una malattia, simile ad un'influenza, che può portare alla morte il Sim.
Quando un Sim muore all'esterno della casa, appare una lapide nel giardino; se invece muore all'interno della casa, appare un'urna sulla quale i parenti del defunto piangeranno per un giorno intero. Anche i Sim animali possono morire; in tal caso, appare una lapide con una statuetta dorata a forma di cane o di gatto a seconda della specie dell'animale defunto. Anche i cuccioli o i gattini possono morire: se trascurati verranno anch'essi portati via, come i neonati dal sistema di protezioni animali.

### Disastri
I Sims possono imbattersi in eventi spiacevoli; ad esempio in casa possono scoppiare incendi, se certi mobili sono posizionati troppo vicini a fiamme libere o se i Sims non hanno grandi capacità culinarie. Gli incendi possono provocare la morte di uno o più Sims eccetto i neonati. Attenzione, però, a non chiamare i pompieri per nulla, altrimenti i nostri Sims saranno sanzionati.
Altro disastro è l'allagamento, che mette a disagio i Sims in quanto danneggia l'ambiente in cui vivono.
Le case dei Sims possono ricevere inoltre visite sgradite: infatti è possibile che qualche ladro decida di scassinare la porta di casa trafugando oggetti di valore, causando problemi al budget familiare. Per evitarlo è possibile però installare un antifurto in casa: infatti, appena il ladro entrerà in casa, l'allarme suonerà e la polizia accorrerà immediatamente per arrestare il furfante, la famiglia ne ricaverà anche un bel po' di soldi.
Se i Sims si procurano un laboratorio chimico è inoltre possibile la fabbricazione di una sostanza che trasforma i Sims in mostri, provocando danni in tutta la casa, come guasti e allagamenti.
In caso che i Sims abbiano preso la mano con la fabbricazione di formule è inoltre possibile ricevere la visita della polizia, che multerà pesantemente i Sims per esalazioni nocive.
È anche possibile (nell'espansione Vivere alla grande) che, durante la notte, il procione El Bandito vada a rovistare nel bidone della spazzatura di casa, provocando rumori e svegliando i Sims che dormono.
Se in casa ci sono animali è probabile anche che scatti qualche rissa tra loro.

## Espansioni
Le sette espansioni di The Sims, sono, in ordine di uscita:
1. Vivere alla grande (Livin' Large o Livin' it up in Europa) - 20 novembre 2000;
2. House Party - 5 aprile 2001;
3. Hot Date - 22 novembre 2001;
4. In vacanza (Vacation) - 5 aprile 2002;
5. Cuccioli, che passione! (Unleashed) - 3 ottobre 2002;
6. Superstar - 6 maggio 2003;
7. Magie e incantesimi (Makin' Magic) - 30 ottobre 2003.

- Vivere alla grande è un'espansione di tipo generico, che contiene svariati oggetti, carriere, skin ecc. Introduce il Genio della Lampada, che una volta al giorno esaudirà un desiderio di un solo Sim, ma che spesso causerà guai di vario genere. Viene anche introdotto Servo, una specie di maggiordomo robotico.
- Deluxe Edition è una versione del gioco in due CD che include il gioco base (The Sims) e la sua prima espansione (Vivere alla Grande), in più sono presenti "The Sims Creator" un editor che permette di personalizzare tutti i personaggi, dai vestiti al viso (si può inserire perfino il vostro vero viso) e altri contenuti esclusivi come 25 oggetti e 50 stili di abbigliamento non presenti nelle due versioni separate.
- House Party è anch'esso un'espansione generica, ma rivolta soprattutto alla possibilità di dare feste; aggiunge quindi molti oggetti dedicati, dalla pista da ballo alla tavola da buffet, alle decorazioni speciali.
- Hot Date, invece, è dedicata al romanticismo e vede l'aggiunta di un nuovo quartiere, il centro, raggiungibile tramite il taxi. In centro sono disponibili negozi nei quali i Sim possono acquistare abiti, gioielli, biancheria intima, fiori, dolciumi, giocattoli e riviste. Sempre in centro, i Sim possono invitare il partner a cena in un ristorante semplice o di lusso.
- In vacanza, aggiunge un quartiere chiamato Isola delle Vacanze, raggiungibile anch'esso con il taxi. In questo quartiere i Sim potranno andare in montagna o al mare, facendo picnic, alloggiando in alberghi o campeggi. Potranno anche svolgere attività ricreative e sportive e raccogliere souvenir da portare a casa, al ritorno.
- Cuccioli, che passione è dedicata agli animali domestici, cani e gatti, che entreranno a far parte della famiglia ed avranno una barra della salute proprio come gli altri Sim. L'espansione, inoltre, amplia i quartieri residenziali aggiungendovi lotti comunitari, con negozi, caffè ecc. In alcuni negozi sarà possibile comprare semi per creare un proprio orto. Attenzione, però: se si ha un bel giardino invitante, si verrà visitati da diversi animaletti, alcuni simpatici, altri dannosi e fastidiosi.
- Superstar aggiunge un nuovo quartiere e rende disponibile la carriera dello spettacolo. Nello Studio Town sono infatti disponibili set cinematografici e televisivi, studi di registrazione, set fotografici e sfilate di moda. Saranno i Sim ad andare al lavoro, chiamando un'apposita auto quando vorranno, e il giocatore dovrà controllarli, facendoli rientrare quando ritiene più opportuno. Nel quartiere Studio Town può anche conoscere altre star (magari per poi pavoneggiarsi con gli altri sim!). Per diventare una star, il Sim deve esibirsi per ottenere punti stella. Potrà esibirsi in modi differenti a seconda del suo livello di stella. Quando il livello sarà più alto, comincerà ad avere anche dei fans. Quando i Sim diventeranno delle stelle complete, potranno anche sposare i top della celebrità! Nel gioco sono presenti anche delle celebrità reali, come Avril Lavigne e Marilyn Monroe. Quest'ultima, può arrivare con una limousine rosa alle feste particolarmente folli, divertenti e durature dei Sims. Superstar è disponibile nella custodia di Deluxe Edition.
- Magie e incantesimi (ultima espansione uscita nel 2003) prevede l'aggiunta di svariati oggetti, tra cui anche la bacchetta magica. I Sim potranno guadagnare magimonete combattendo contro altri maghi o esibendosi in numeri di magia, per poi trasferirsi nel mondo magico, una volta accumulato un bel gruzzoletto. Con le magimonete si possono anche comprare gli ingredienti per i propri incantesimi. Si potranno anche allevare draghi e farsi aiutare in giardino da gnometti magici!
- Complete Collection comprende tutte le versioni precedenti in un'unica installazione.

Il 17 dicembre 2002 è stato lanciato lo spin-off The Sims Online, a differenza del gioco The Sims è gratuito, seppur con qualche limitazione. Il gioco si è dimostrato un fallimento, per poi chiudere il 1º agosto 2008.
Il 31 gennaio 2025 è uscita la Legacy Collection sulla piattaforma Steam (informatica), contenente tutte le espansioni e The Sims 4 Moda Retrò Kit.

## Comunità
Una delle ragioni di maggior successo del gioco è nella possibilità di aggiungere contenuti personalizzati. Ogni cosa, nel gioco, può essere personalizzata: l'aspetto dei personaggi, il loro abbigliamento, l'arredamento delle case, gli elementi architettonici delle costruzioni, le piante e gli alberi, i negozi, i ristoranti, ecc.
Questa possibilità ha fatto nascere una community molto attiva, nella quale si sono creati specialisti nella produzione di abiti, di oggetti, di elementi decorativi. La stessa Maxis ed alcuni appassionati hanno sviluppato appositi programmi per la creazione e la personalizzazione dei vari contenuti; fra i più celebri, Home Crafter, SimShow e Art Studio della Maxis, The Sim Transmogrifier di Don Hopkins, IFF Pencil di Tom van Dijk, Simpose-ium di C.H. Pygott.
Numerosi sono in tutto il mondo i siti e i forum dai quali è possibile scaricare oggetti, vestiti e volti, anche di personalità famose del mondo dello spettacolo.